# Nicolaus dilatodentatus
Nicolaus dilatodentatus är en insektsart som beskrevs av Stiller 1998. Nicolaus dilatodentatus ingår i släktet Nicolaus och familjen dvärgstritar. Inga underarter finns listade i Catalogue of Life.